# تپه امام تب و لرز قراطوره
تپه امام تب و لرز قراطوره مربوط به هزاره دوم قبل از میلاد است و در شهرستان بیجار، بخش مرکزی، روستای قراطوره واقع شده و این اثر در تاریخ ۲۴ فروردین ۱۳۸۲ با شمارهٔ ثبت ۸۰۶۷ به‌عنوان یکی از آثار ملی ایران به ثبت رسیده است.